# Технопарк (станция метро, Москва)
«Технопа́рк» — станция Московского метрополитена на Замоскворецкой линии. Расположена в Даниловском районе (ЮАО) между улицей Мустая Карима и проспектом Андропова. Открыта 28 декабря 2015 года на действующем участке «Автозаводская» — «Коломенская». Наземная крытая станция с двумя береговыми платформами.

## История
Задел для сооружения станции в виде прямого горизонтального участка пути был оставлен на перегоне при его строительстве в 1960-е годы для перспективной станции «Парк имени 60-летия Октября», которая так и не была построена в связи с отсутствием в ней необходимости: жилой застройки вокруг не было, организации и предприятия в том месте тоже почти отсутствовали.
Необходимость в станции возникла только в середине 2000-х годов, когда в районе Нагатинской поймы на части бывшей территории завода ЗИЛ началось возведение технопарка «Nagatino i-Land».
Первые планы появились в 2006 году. Тогда предполагалось построить станцию на частные инвестиции. В январе 2008 года возведение «Технопарка» оценивалось в 2,28 млрд рублей.
Название станции было утверждено 24 июня 2008 года постановлением Правительства Москвы на основании предложения городской межведомственной комиссии по наименованию территориальных единиц, улиц и станций метрополитена.
Сроки строительства станции постоянно менялись. 18 сентября 2013 года было объявлено о начале строительства станции. В феврале 2014 года строители станции приступили к устройству защитных металлических конструкций из профлиста, отделяющих зону производства строительных работ от эксплуатируемой линии, чтобы не мешать работе Замоскворецкой линии.
Станция была открыта с участием мэра Москвы Сергея Собянина 28 декабря 2015 года, она стала 198-й в Московском метрополитене.
Управляющая компания по строительству станции — АО «Мосинжпроект», подрядчик — ООО «Балтметрострой».
8 июля 2019 года открылся надземный пешеходный переход длиной 167 метров, оснащённый траволаторами и проходящий над проспектом Андропова, который связал вестибюль станции, выход к бизнес-парку «Nagatino i-Land» и выход к тематическому парку «Остров мечты».
С 12 ноября 2022 года по 9 мая 2023 года включительно была закрыта в связи с реконструкцией тоннеля на участке «Царицыно» — «Кантемировская» (по причине расположения ближайших между «Царицыно» и «Кантемировской» оборотных тупиков у станций «Автозаводская» и «Орехово» перекрытие движения только на перегоне «Царицыно» — «Кантемировская» было невозможно). Станция была открыта вместе с участком Замоскворецкой линии 10 мая в 5:30 по московскому времени.

## Архитектура
Станция «Технопарк» расположена вблизи Нагатинского моста на наземном участке Замоскворецкой линии. Она состоит из двух боковых платформ, которые находятся в едином крытом павильоне. По центру над путями крыша сделана стеклянной. Платформы покрыты серым гранитом, а стены и колонны — вертикальными сайдинговыми панелями цвета металлик. Подвесной потолок над платформами выполнен из серых решётчатых конструкций с крупными фиолетовыми глянцевыми вставками вокруг каждой второй колонны и в районе надземных переходов. Данный проект архитектуры станции, соответствующий реальному оформлению, был представлен мэрией Москвы в октябре 2013 года, а описание первого проекта внешнего вида было изложено в «Московском комсомольце» в августе 2008 года.

## Вестибюли и пересадки
В северной части станции находится надземный вестибюль с выходами на обе стороны улицы Мустая Карима и проспекта Андропова, к которому ведёт переход длиной 167 м. В пешей доступности от него расположен парк развлечений «Остров мечты».
В центре станции есть пешеходный мост для перехода между платформами, который также связан с северным вестибюлем переходом, идущим над путями линии.
Со станции «Технопарк» возможна непрямая уличная пересадка на станцию ЗИЛ Московского центрального кольца без списывания дополнительной поездки в течение 90 минут по ранее использованному для прохода билету. Однако возможность пересадки осложнена тем, что станции удалены друг от друга на расстояние более километра.

## Наземный общественный транспорт
На этой станции можно пересесть на следующие маршруты городского пассажирского транспорта:
- Автобусы: е80, 831, с856, 874, 888, н13

## Перспективы
В будущем станция «Технопарк» станет пересадочной на строящуюся станцию «Остров мечты» Бирюлёвской линии.

## Станция в цифрах
- Таблица времени прохождения первого поезда через станцию[29]:

| По чётным числам                  | Будние дни | Выходные дни |
| По нечётным числам                | Будние дни | Выходные дни |
| В сторону станции «Автозаводская» | 05:42:00   | 05:44:00     |
| В сторону станции «Автозаводская» | 05:42:00   | 05:44:00     |
| В сторону станции «Коломенская»   | 05:46:00   | 05:48:00     |
| В сторону станции «Коломенская»   | 05:46:00   | 05:48:00     |

## Галерея

### Строительство
| - Май 2014 года. Сооружение фундамента временных навесов около путей - Март 2015 года. Временный навес на месте станции. Вид со стороны «Автозаводской» - Март 2015 года. Путевая машина на станции - Июнь 2015 года. Сооружение крыши станции. Между платформами виден временный защитный навес, в котором следуют поезда - Сентябрь 2015 года. Платформы станции |

### Станция
| - Общий вид станции - Путевая платформа с названием станции на стене - Крайняя часть станции, путевые часы - Лестничный переход между платформами - Выход со станции через надземный вестибюль, сверху — стеклянный потолок |